# Видновские вести
«Ви́дновские ве́сти» — еженедельная газета Ленинского городского округа Московской области. Издаётся при поддержке правительства Московской области и администрации Ленинского городского округа и является официальным изданием для обнародования документов администрации района и органов местного самоуправления.
Распространяется в Видном, Развилке, посёлке Володарского, посёлке Горки Ленинские, посёлке Совхоза имени Ленина, посёлке Новодрожжино, посёлке Молоково по подписке, рознице и электронной подписке. Выходит во вторник и в пятницу с телепрограммой на 16 страницах.
Тираж газеты составляет около 16—17 тысяч экземпляров.

## История
Первый номер издания вышел 25 февраля 1931 года под названием «В бой за коллективизацию». Номер был назван потому, что новосозданному руководству района предстояло решить главную задачу того времени — коллективизацию села. Из номера в номер газета информировала своих читателей о ходе выполнения миссии государственного значения.
В годы Великой Отечественной войны газета выпускала оперативные статьи, рассказы о земляках на фронте и в тылу для поднятия мужества и стремления к победе.
Издание несколько раз меняло своё название. Когда все населенные пункты области перешли к коллективным формам хозяйства, центр тяжести в работе газеты переместился в область укрепления материально-технической базы колхозов и совхозов, решения проблем культурного развития и в октябре 1960 года газета получила название «Ленинский путь». С марта 1963 года издание стало называться «За коммунизм», а в феврале 1965 года было переименовано в «Ленинец».
1 ноября 1993 года газета получила современное название «Видновские вести». Её учредителем стала администрация Ленинского района совместно с Видновским городским Советом народных депутатов (нынешний учредитель — администрация Ленинского городского округ; сама газета входит в состав «Видновской дирекции киносети»). До 1 января 2013 года газета распространялась на территории поселения Московский.
За свою историю творческий коллектив неоднократно удостаивался грамот и дипломов за победы в творческих конкурсах, в состязаниях всесоюзного, республиканского и регионального масштабов. «Видновские вести» награждались почётными грамотами губернатора Московской области, Московской областной думы, благодарностями главы Ленинского района.